# Lista de jogos eletrônicos controversos
Esse anexo lista os jogos eletrônicos controversos por causa de seu conteúdo. Estes foram colocados em discussão para banimento devido ao uso de violência, sexo explícito e ofensas.

## Jogos eletrônicos controversos
| Ano de lançamento | Título                                                 |
| ----------------- | ------------------------------------------------------ |
| 1973              | Gotcha                                                 |
| 1976              | Death Race                                             |
| 1982              | Custer's Revenge                                       |
| 1984              | Punch-Out!!                                            |
| 1986              | 177                                                    |
| 1989              | Super Monaco GP                                        |
| 1991              | J.B. Harold Murder Club                                |
| 1992              | Wolfenstein 3D                                         |
| 1992              | Mortal Kombat                                          |
| 1992              | Night Trap                                             |
| 1993              | Doom                                                   |
| 1996              | SimCopter                                              |
| 1996              | Duke Nukem 3D                                          |
| 1996              | Tomb Raider                                            |
| 1997              | Carmageddon                                            |
| 1997              | Postal                                                 |
| 1997              | Grand Theft Auto                                       |
| 1998              | The Legend of Zelda: Ocarina of Time                   |
| 1999              | Kingpin: Life of Crime                                 |
| 2000              | Daikatana                                              |
| 2001              | Conker's Bad Fur Day                                   |
| 2002              | WTC Survivor                                           |
| 2002              | Ethnic Cleansing                                       |
| 2002              | Kaboom!                                                |
| 2002              | State of Emergency                                     |
| 2003              | Postal II                                              |
| 2003              | Manhunt                                                |
| 2003              | Dead or Alive Xtreme Beach Volleyball                  |
| 2004              | The Sims 2                                             |
| 2004              | JFK: Reloaded                                          |
| 2005              | Super Columbine Massacre RPG!                          |
| 2005              | Gun                                                    |
| 2005              | The Punisher                                           |
| 2006              | Bully                                                  |
| 2006              | The Elder Scrolls IV: Oblivion                         |
| 2006              | Hitman: Blood Money                                    |
| 2006              | Mind Quiz                                              |
| 2006              | Left Behind: Eternal Forces                            |
| 2006              | Resistance: Fall of Man                                |
| 2006              | RapeLay                                                |
| 2006              | Rule of Rose                                           |
| 2007              | BioShock                                               |
| 2007              | Mass Effect                                            |
| 2007              | Mario Party 8                                          |
| 2008              | Silent Hill: Homecoming                                |
| 2008              | Muslim Massacre: The Game of Modern Religious Genocide |
| 2008              | LittleBigPlanet                                        |
| 2009              | MadWorld                                               |
| 2009              | Resident Evil 5                                        |
| 2009              | Saw                                                    |
| 2009              | Left 4 Dead 2                                          |
| 2009              | Call of Duty: Modern Warfare 2                         |
| 2010              | Medal of Honor                                         |
| 2010              | Six Days in Fallujah                                   |
| 2011              | Bulletstorm                                            |
| 2011              | Portal 2                                               |
| 2011              | Call of Juarez: The Cartel                             |
| 2011              | Dead Island                                            |
| 2012              | Medal of Honor: Warfighter                             |
| 2012              | Street Fighter X Tekken                                |
| 2013              | Tomb Raider                                            |
| 2013              | Saints Row IV                                          |
| 2013              | Hotline Miami 2: Wrong Number                          |
| 2013              | The Stanley Parable                                    |